# The Anderson tapes
The Anderson tapes conocido como "El gran golpe" en la Argentina y como "Supergolpe en Manhattan" en España, es un film estadounidense de 1971, dirigido por Sidney Lumet y protagonizado por Sean Connery, Dyan Cannon, Martin Balsam, Ralph Meeker, Alan King y Christopher Walken en los papeles principales.

## Argumento
El convicto Duke Anderson (Sean Connery) es liberado luego de pasar diez años en prisión. Mientras visita a su antigua novia Ingrid (Dyan Cannon) en su lujoso departamento, idea su próximo golpe para conseguir dinero: robar a todos los departamentos del edificio. Es un plan complejo que involucra a numerosos ex-convictos y conocidos.
Anderson pronto se da cuenta de que el mundo ha cambiado en los diez años que pasó en prisión, ya que los edificios ahora poseen cámaras de seguridad y debe tener en cuenta esta complicación. Lo que Duke no se imagina es que muchos de sus secuaces están vigilados electrónicamente por varias organizaciones. Algunas de estas intervenciones son legales y otras no. ¿Podrán las personas que hacen la vigilancia descubrir el plan, recibiendo sólo parte de la información?
Menos bienvenido es un hombre que la mafia le impone a Anderson, para participar en el robo, le prestan dinero para financiar la operación, ofrecen protección, información sobre la policía, ayudarán a vender los objetos robados y lavar el dinero dentro de su organización, el matón "Socks" que colabora con ellos desde hace muchos años. Socks es un psicópata, comete muchos errores, ya no es confiable, se ha convertido en un lastre para la mafia y, como parte del trato, Anderson debe aceptar su colaboración y matarlo en el transcurso del robo. Anderson al principio no está interesado en esto, la operación es lo suficientemente complicada, pero se ve obligado a seguir adelante para obtener el respaldo de la mafia.
Anderson ha entrado sin saberlo en un mundo de vigilancia generalizada: los agentes, las cámaras, los errores y los dispositivos de seguimiento de numerosas agencias públicas y privadas ven casi toda la operación desde la planificación inicial hasta la ejecución. A medida que Anderson avanza en el plan, pasa de la vigilancia de un grupo a otro, cuando cambian las ubicaciones o los individuos. Estos incluyen un detective privado contratado por el rico Werner para escuchar a escondidas a su amante Ingrid, vive en un departamento del lujoso edificio, resulta ser la novia de Anderson; el BNDD, está controlando a un narcotraficante liberado; el FBI, investiga a activistas negros y el contrabando interestatal de antigüedades; y el IRS, está detrás del jefe de la mafia involucrado cuando financia la operación. Sin embargo, las diversas agencias federales, estatales y municipales trabajando en la vigilancia de los sospechosos persiguen objetivos diferentes, ninguna de ellas puede "conectar los puntos" y anticipar el robo al edificio de departamentos.
La operación continúa durante un fin de semana del Día del Trabajo, gracias a la ayuda de la información de la mafia y su protección. Disfrazados como un equipo de mudanza y almacenamiento de Mayflower, los ladrones entran al edificio, cortan los cables de alarma y teléfono, y se mueven por el edificio, reuniendo a los residentes secuestrados, cuando avanzan y roban cada apartamento.
Jimmy, el hijo de dos de los residentes, es un parapléjico y asmático, obligado a estar en su habitación con aire acondicionado. Utilizando su equipo de radioaficionado de banda civil CB, llama a otros radioaficionados, con base en otros estados, contando lo sucedido en ese mismo momento, ellos se ponen en contacto con la policía. De este modo, se da la alarma, pero solo después de considerar el lado (personas que llaman o servicios de emergencia) debe tomar la factura del teléfono.
Mientras los criminales inconscientes trabajan, la policía coloca fuerzas enormes afuera para evitar su escape y envía un equipo a través de una azotea vecina, esperando su salida del edificio. En el tiroteo durante el escape, Anderson mata a Socks para cumplir con su compromiso ante la mafia, pero la policía le dispara. Los otros ladrones mueren, resultan heridos o capturados. Pop se entrega mientras cubre a los demás echando toda la culpa a Socks. Como nunca se ha adaptado a la vida en el exterior, espera volver a la cárcel.
En el transcurso del registro en el edificio, la policía descubre algunos equipos de escucha de audio dejados por el detective privado, contratado para controlar a Ingrid y rastrearlo, para encontrar a Anderson muy herido, en estado crítico después de haber intentado escapar. Para evitar la vergüenza por no haber descubierto el robo, a pesar de tener a Anderson grabado en varias operaciones de vigilancia, y muchas de las grabaciones eran ilegales, no tenían la orden de un juez durante un proceso judicial, cada una de las misteriosas agencias de investigación ordena borren sus cintas.

## Reparto
- Sean Connery - Duke Anderson
- Dyan Cannon - Ingrid
- Martin Balsam - Haskins
- Ralph Meeker - Capitán de policía 'Iron Balls' Delaney
- Alan King - Pat Angelo
- Christopher Walken - El chico
- Val Avery - "Socks" Parelli
- Dick Anthony Williams - Spencer
- Garrett Morris - Sargento de policía Everson
- Stan Gottlieb - William "Pop" Myer
- Paul Benjamin - Jimmy
- Anthony Holland - Psicólogo
- Richard B. Shull - Werner
- Conrad Bain - Dr. Rubicoff
- Margaret Hamilton - Señorita Kaler